# Тантави, Мухаммед Айяд
Шейх Мухаммед Айяд Тантави (Мухаммед ибн Са‘д ибн Сулайман ‘Аййад ал-Мархуми ат-Тантави аш-Шафи‘и, الشيخ محمد عيّاد الطنطاوي) (1810, Ниджрид, Египет — 27 октября (6 ноября) 1861, Санкт-Петербург) — египетский и российский филолог, специалист по арабскому языку и литературе.

## Биография
Родился в деревне Ниджрид вблизи египетского города Танта, в семье оптового комиссионера по закупкам. По месту рождения нисба имени — Тантави.
С шести лет начал посещать мектеб (школу по заучиванию и декламации Корана) в Танте. В 1823 году, на 13 году жизни отправился в Каир, где поступил в школу при мечети аль-Азхар. В 1827 году умер отец Тантави, в связи с чем достаток семьи ухудшился, и ему пришлось на два года прервать регулярное обучение и самому стать преподавателем в Танте, а затем (около 1828 года) в аль-Азхаре, где он вначале работал как ассистент или репетитор. Тантави преподавал грамматику, метрику, фикх (исламскую юриспруденцию), комментарии на Коран и логику. В 1836 году он переболел чумой, едва не погибнув.
Тантави стал известным знатоком арабского языка и литературы. Некоторые его ученики за этот период стали крупными фигурами арабской литературы и общественной деятельности. Тантави преподавал и в английской школе Каира. К нему приезжали для стажировки многие европейские специалисты, такие как Фульгенций Френель (1795—1855), английский арабист Эдуард Уильям Лейн (1801—1876), доктор-ориенталист А.Перрон (?-1876), переведший на немецкий язык сказки «1001 ночи» Густав Вейль (1808—1889), Ф. Прунер. Благодаря этим востоковедам он стал широко известен в Европе. От них же он выучил французский язык.
Среди других молодых ориенталистов были два русских дипломата — Николай Мухин (1810-?) и Рудольф Френ (1812-?, сын академика Х. Д. Френа).
По рекомендации академика Френа и российского консула в Египте графа Медема канцлер К. В. Нессельроде пригласил Тантави на работу в Россию преподавателем арабского языка в Учебное отделение восточных языков при Азиатском департаменте Министерства иностранных дел. Весной 1840 года шейх Тантави отправился в Петербург и приступил к работе по контракту со 2 июля 1840. Вначале он пользовался французским языком, в Петербурге изучил русский язык. С 1846 года в должности экстраординарного профессора возглавил кафедру арабского языка и словесности в Петербургском университете, заменив О. И. Сенковского. 1 августа 1855 года Тантави получил звание ординарного профессора. Он проработал в этой должности до самой смерти.
Тантави преподавал грамматику, перевод с русского на арабский, разговорный язык, восточную каллиграфию и чтение рукописей. С 1855 г. стал также читать историю арабов, в частности, историю халифата до середины XIII в. Работа Тантави в России продолжалась нормально в течение пятнадцати лет. В 1855 г. Тантави тяжело заболел, с сентября 1855 г. страдал параличом нижних конечностей. Болезнь продолжалась в течение последних шести лет его жизни. 29 октября 1861 г. он умер от гангрены в Санкт-Петербурге. Похоронен на Магометанском кладбище в Санкт-Петербурге.
Кроме преподавания, Тантави работал в Азиатском департаменте МИДа как переводчик и консультант. Получил чин статского советника, был награждён орденом Святой Анны 3-й степени с бантом.
Написал учебник разговорного арабского языка на французском языке «Traité de la langue arabe vulgaire» (Leipzig, 1848) и ряд статей, изданных в бюллетенях Петербургской академии наук. Сохранилось 35 сочинений Тантави, ещё 6 известны лишь по названиям. Автор «Описания России» («Подарок смышленым с сообщениями про страну Россию» — «Тухфат ал-азкийа би-ахбар билад Русийа», 1850, не опубликовано).
В творчестве Тантави И. Ю. Крачковский выделял два периода — каирский и петербургский. Первый период творчества характеризуется подражательными сочинениями (комментарии и глоссы на известные трактаты по богословию, учебники грамматики и риторики). Наиболее интересные, оригинальные сочинения написаны Тантави в Петербурге, под влиянием контактов с европейскими арабистами.
Скончался в 1861 году в Санкт-Петербурге.
Приемником ат-Тантави по работе в преподавателя арабского языка в МИДе стал Ириней Георгиевич Нофаль, переехавший в Россию в 1860 году.

## Память
К 200-летию со дня рождения шейха Тантави в Санкт-Петербургском университете была проведена международная конференция «Россия и Арабский мир: к 200-летию профессора Санкт-Петербургского университета Шейха ат-Тантави (1810—1861)». О нём снят документальный фильм «Каир — Петербург» (автор сценария Е.Резван, режиссёр Т.Соловьева, 2007, 26 мин.).

## Труды
- Mouhammad Ayyad el-Tantavy. Traité de la langue arabe vulgaire. — Leipzig: imp. de Guillaume Vogel, 1848. — 239 p.
- Mouhammad Ayyad el-Tantavy, Observations sur l’Extrait du voyage d’Ebn-Djobair, par Amari … / J. As. — 1847. — Vol. I. — P. 351—354.
- Mouhammad Ayyad el-Tantavy, Observations sur la traduction de quelques vers arabes / Mél. asiat. — 1849/52. — Vol. I. — P. 474—496.
- Mouhammad Ayyad el-Tantavy, Observations sur la Rhétorique des nations musulmanes, de Garcin de Tassy / Mél. asiat. — 1852/56. — Vol. II. — P. 466—486.